# Шань Сяона
Шань Сяона (кит.: 单晓娜, нар. 18 січня 1983) — китайська та німецька настільна тенісистка, срібна призерка Олімпійських ігор 2016 року.

## Виступи на Олімпіадах
| Олімпіада           | Дисципліна       | Місце |
| ------------------- | ---------------- | ----- |
| Ріо-де-Жанейро 2016 | командний розряд | 2     |

## Зовнішні посилання
- Шань Сяона — олімпійська статистика на сайті Sports-Reference.com (англ.) (архівна версія)